# テスト・トラック
テスト・トラック (Test Track)は、ディズニーパークにあるライド型アトラクション。

## このアトラクションが存在するパーク
- エプコット（ウォルト・ディズニー・ワールド・リゾート）

## 概要
| テスト・トラック Test Track | テスト・トラック Test Track | テスト・トラック Test Track | テスト・トラック Test Track |
| --------------------------- | --------------------------- | --------------------------- | --------------------------- |
| テスト・トラック            |                             |                             |                             |
| オープン日                  | オープン日                  | 1999年3月17日               | 1999年3月17日               |
| スポンサー                  | スポンサー                  | シボレー                    | シボレー                    |
| 利用制限                    |                             | 身長102cm以上               | 身長102cm以上               |
| ファストパス                | ファストパス                |                             | ○                           |
| シングルライダー            | シングルライダー            |                             | 対象外                      |

エプコットのフューチャーワールドのテスト・トラック館にある自動車型のライドアトラクションである。もともとはWorld of Motionという、移動手段の歴史を、オーディオアニマトロニクスを使って再現した、様々なシーンをダークライドに乗って巡るアトラクションを1996年に閉鎖。スポンサーはゼネラルモーターズのまま、より自動車らしいアトラクションを体験できるアトラクションとしてテスト・トラックが1999年3月にオープン。当初は文字通り、自動車の「性能試験を体験する」アトラクションであり、急勾配を登ったり、ガタガタ道を通過したり、ブレーキテスト(ABSのON/OFFによる制動の違いのテスト)、環境試験、山道の走行試験、衝突試験などを、テスト用の自動車に乗って体験するもので、最高時速105kmで1.6kmの道を駆け抜けるスリルライドの側面を持つアトラクションであった。
スポンサーをシボレーに変えると、2012年に、時代の変化に対応するために大幅リニューアル。プレショーで自分だけの車を性能（ハンドリング）、応答性（操作性）、効率（省エネ＆環境負荷レベル）、パワー（スピード）のテスト基準をベースに設計やデザインをすることが可能になった。また、終了後も自分の設計・デザインした車を使ったCMを作ることができる。なお、このアトラクションは世界のディズニーパークで最もスピードが速いアトラクションとして知られている。
2023年9月9日、Destination D23のイベントで、シボレーと協力してライドをリニューアルすることを発表。前身のWorld of Motionの一部を取り入れたものになるとのことである。2024年4月6日、リニューアルのためのクローズ日が6月17日と発表。2025年6月16日リニューアルオープン日を同年7月22日と発表。
同じシステムを使う類似アトラクションに東京ディズニーシー（東京ディズニーリゾート）のセンター・オブ・ジ・アースやディズニー・カリフォルニア・アドベンチャー（ディズニーランド・リゾート）のラジエーター・スプリングス・レーサーがある。